# لیکس بای د بی (فلوریدا)
لیکس بای د بی (به انگلیسی: Lakes by the Bay) یک منطقهٔ مسکونی در ایالات متحده آمریکا است که در شهرستان میامی-دید، فلوریدا واقع شده‌است. لیکس بای د بی ۱۲٫۹ کیلومتر مربع مساحت و ۹٬۰۵۵ نفر جمعیت دارد و ۱ متر بالاتر از سطح دریا قرار دارد.